# John Milledge
John Milledge (1757-1818) fue un político estadounidense. Participó en la guerra de Independencia de los Estados Unidos, y más tarde llegó a ser gobernador de Georgia y senador de los Estados Unidos. Fue el fundador de la ciudad de Athens (Georgia) y de la Universidad de Georgia.

## Guerra de Independencia
John Milledge nació en Savannah, nieto de un colono de Georgia. Fue instruido privadamente y estudió derecho. Al comienzo de la guerra de Independencia de los Estados Unidos formó parte de un grupo que tomó preso al gobernador colonial Sir James Wright en 1775. También tomó parte en el asalto a la armería real de Savannah para conseguir pólvora para el ejército revolucionario. Cuando los británicos tomaron Savannah, Milledge escapó a Carolina del Sur, donde los patriotas americanos casi lo cuelgan de la horca creyéndolo espía. Participó en el sitio de Savannah, intentando expulsar a los británicos. En 1778 sirvió como asistente del gobernador John Houstoun en una malograda campaña contra los británicos en el este de Florida. En 1781, siendo coronel del ejército de Georgia, ayudó a retomar Augusta (Georgia).

## Carrera política

### Legislador estatal y congresista nacional
La carrera política de Milledge comenzó en 1779, cuando empezó a trabajar como abogado general del estado, y poco después,  fue elegido miembro de la Asamblea General Estatal donde se manifestó en contra del Escándalo de las tierras Yazoo. En 1792, Milledge fue elegido para el Segundo Congreso de los EE. UU. y seguidamente también para el cuarto y quinto. En 1802 renunció al Congreso para convertirse en gobernador de Georgia.

### Gobernador de Georgia
Fue gobernador de Georgia de 1802 a 1806. Como gobernador creó el primer sorteo de tierras, para combatir la corrupción y repartir las antiguas tierras de los Creek entre los colonos. También reorganizó el ejército estatal, y construyó una carretera desde Georgia a Tennessee, pasando por territorio cheroqui.
En 1803, Milledgeville (Georgia), ciudad capital del estado de 1804 a 1868, fue nombrada en su honor.

### Senador nacional
En 1806 fue elegido como senador nacional del Partido Demócrata-Republicano para ocupar la vacante dejada por la muerte de James Jackson. Fue un leal y entusiasta partidario de las políticas del presidente Thomas Jefferson, tercer presidente de los EE. UU.

## Universidad de Georgia
En 1785, Milledge ingresó en la comisión encargada de fijar un lugar para la Universidad de Georgia, y en 1801, compró con su propio dinero algunas tierras cercanas al río Oconee, para que se construyera allí dicha universidad, y llamó al lugar Athens, en honor a la ciudad griega donde se ubicaba la academia de Platón.

## Muerte
Después de retirarse del Senado de los EE. UU., regresó a su casa, para vivir tranquilo en su plantación cerca de Augusta. Murió allí el 9 de febrero de 1818, y fue enterrado en el cementerio Summerville de la misma ciudad.